# Kopaonik
Kopaonik (cyr. Копаоник) – masyw górski w Kosowie i Serbii. Jego najwyższy szczyt to Pančićev vrh (2017 m n.p.m.).
Od zachodu graniczy z doliną Ibaru. Jest zbudowany z granitu i łupków krystalicznych. W większości pokryty jest przez lasy i pastwiska. Znajdują się w nim złoża cynku, miedzi, ołowiu i żelaza. Nawiedzany jest przez trzęsienia ziemi.
U jego podnóża przebiegają linia kolejowa i droga z Kraljeva do Prisztiny. Znajduje się na nim mauzoleum Josifa Pančicia, na cześć którego nazwano jego najwyższy szczyt. Istnieje infrastruktura narciarska, funkcjonują schroniska górskie.